# Цикл вогню
«Цикл вогню» (англ. Cycle of Fire) — науково-фантастичний роман американського письменника Хола Клемента, вперше опублікований 1957 року.

## Жанрова характеристика
- Жанрово-тематичний класифікатор:[1]
  - Жанри / піджанри: Фантастика (жорстка наукова фантастика | Планетарна фантастика)
  - Загальна характеристика: Пригоди
  - Місце дії: Поза Землею (Планети іншої зоряної системи)
  - Час дії: Далеке майбутнє
  - Сюжетні ходи: Перший контакт | Ксенофантастика
  - Лінійність сюжету: Лінійний
  - Вік читача: Будь-який

## Головні герої
- Нілс Крюгер, землянин
- Дар Лан Ан, корінний ебайрмен

## Стислий сюжет
Судно для глибинного дослідження космосу псується і Нілс Крюгер внаслідок «поломки» опиняється на планеті Ебайрмен. Унікальна планета кружляє еліпсом у «тумані» червоного  сонця, котре, в свою чергу, рухається навколо гарячого синього сонця, що веде до різких змін кліматичних умов. Період утримання одного типу клімату триває кілька сотень земних років.  Крюгер швидко виявляє, що планета Ебайрмен виходить на гарячу фазу своєї орбіти навколо синього сонця, і якщо він не зможе дістатися до полярного крижаного капелюха, він загине.
Під час походу до полюсу Крюгер рятує корінного жителя, ебайрмена — Дар Лан Ан, який став на шлях до крижаного полюсу за призначенням часу смерті. Крюгер і Дар вивчають мови один одного на рівні, який дозволяє їм спілкуватися. Після певного знайомства вони вирішили продовжити шлях разом. Поки вони подорожують, Крюгер навчає Дара земних технологій та наук, на скільки це можливо; Дар, у свою чергу, розповідає Крюгерові про Ебайрмен. Їх спілкування складне і позначене непорозуміннями. Також з'ясовується, що раса Дара має померти за певний проміжок часу, коли температура стане занадто високою. Після цього, в гарячий період, планета буде населена іншою расою істот. Коли планета знову охолоне, гаряча раса помре, і раса Дара буде відроджена. Однак ці дві раси кардинально взаємозалежні. Для передачі досвіду обидві раси залишають у прихистках вчителів, які мають передати досвід наступній «хвилі життя».

## Переклади українською
Роман не перекладено українською мовою.